# District de Lower Eyre Peninsula
Le district de Lower Eyre Peninsula (District of Lower Eyre Peninsula) est une zone d'administration locale occupant l'extrémité sud de la péninsule d'Eyre dans l'État d'Australie-Méridionale, en Australie en dehors de la petite portion occupée par la ville de Port Lincoln. 

## Localités
Les principales localités du district sont Cummins et Coffin Bay.
Les autres sont : Big Swamp, Boston, Brimpton Lake, Charlton Gully, Coffin Bay, Coomunga, Coulta, Cummins, Edillilie, Farm Beach, Flinders, Green Patch, Kapinnie, Karkoo, Kiana, Lake Wangary, Lincoln, Little Swamp, Louth, Louth Bay, Mitchell, Mortlock, Mount Drummond, Mount Dutton Bay, Mount Hope, North Shields, Poonindie, Proper Bay, Shannon, Sleaford, Sleaford Bay, Stamford, Tod River (Reservoir), Tulka, Uley, Ulipa, Wangary, Wanilla, Warrow, White Flat, Yeelanna.